# Nikolski
Nikolski – jednostka osadnicza w Stanach Zjednoczonych, w stanie Alaska, w okręgu Aleutians West.